# 保羅·德比謝爾
保羅·德比謝爾（義大利語：Paul Derbyshire；1986年11月3日—）是一位意大利橄欖球運動員。他是意大利國家橄欖球隊的一員，代表意大利參加了2014年橄欖球六國杯的賽事。